# عمو تنگستن
عمو تنگستن ، خاطرات یک پسری است که الیور ساکس درباره کودکی وی در سال ۲۰۰۱ منتشر کرد. این کتاب به نام عمو دیو ساکس نامگذاری شده بود، که اولیور آن را ملقب به عمو تنگستن دانست زیرا دبیر مشاغل به نام تنگستالیت  بود که با یک رشته تنگستن لامپ های رشته ای می ساخت.
این کتاب عناصر اتوبیوگرافیک را با یک آغازگر در تاریخ و علم شیمی ترکیب می کند . خاطرات وی را از آتش سوزی فاجعه آمیز در کاخ کریستال ، تجارب وحشتناک سادیسم در مدرسه ، علاقه او به شیمی غیرحرفه‌ای ، و وسواس گذرا در رابطه با رنگ آمیزی نشان می دهد.